# Kerry Harris
Kerry Harris (* 19. September 1949) ist eine ehemalige australische Tennisspielerin. 

## Erfolge
Kerry Harris gewann mit ihrer Landsfrau Helen Gourlay im Jahr 1972 die Konkurrenz im Damendoppel bei den Australian Open. Sie gewannen das Finale gegen Patricia Coleman und Karen Krantzcke glatt in zwei Sätzen mit 6:0, 6:4.

## Grand-Slam-Sieg

### Doppel
| Nr. | Datum | Turnier         | Kategorie  | Belag | Partnerin     | Finalgegnerinnen                 | Ergebnis |
| --- | ----- | --------------- | ---------- | ----- | ------------- | -------------------------------- | -------- |
| 1.  | 1972  | Australian Open | Grand Slam | Rasen | Helen Gourlay | Patricia Coleman Karen Krantzcke | 6:0, 6:4 |